# Congrégation helvéto-américaine
La congrégation helvéto-américaine est une congrégation, ou union, d'abbayes et de prieurés faisant partie de la confédération bénédictine, au sein de l'Ordre de Saint-Benoît. Elle a été formée en 1881, après la venue de Suisse, de bénédictins contraints à l'exil, après le Kulturkampf suisse. Excepté son monastère à Nursie, en Italie, elle ne possède des abbayes que sur le continent américain. Elle est placée sous le patronage de l'Immaculée Conception.

## Liste d'abbayes de la congrégation
(Chiffres de 2007)
- Abbaye Saint-Meinrad, Saint Meinrad, Indiana (date de fondation : 1854) 97 moines aujourd'hui
- Abbaye de Conception, Conception, Missouri, fondée par l'abbaye d'Engelberg, Suisse, (1873) 60 moines
- Abbaye de Subiaco, Subiaco, Arkansas, fondée par l'abbaye d'Einsiedeln, Suisse, (1878) 53 moines
- Abbaye Saint-Joseph de Saint Benedict, Louisiane (1890) 41 moines
- Abbaye de Mount Angel, Saint Benedict, Oregon, fondée par l'abbaye d'Engelberg (1882) 73 moines
- Prieuré Notre-Dame des Anges, Mexico, Mexique, fondé par la précédente (1966)
- Abbaye Marmion, Aurora, Illinois (1933) 42 moines
- Prieuré San José, Guatemala fondé par la précédente (1965)
- Abbaye de Benet Lake, Wisconsin (1945) 21 moines
- Abbaye de Westminster (Colombie britannique), Canada (1939) 36 moines
- Abbaye de Blue Cloud, Marvin, Dakota du Sud (1950) 37 moines
- Prieuré de la Résurrection, Guatémala, fondé par la précédente (1964)
- Abbaye de Mount Michael, Elkhorn, Nebraska (1956) 25 moines
- Prieuré Saint-Gabriel (Des Moines), Indiana, fondé par la précédente (2000)
- Abbaye Notre-Dame de Glastonbury, Hingham, Massachusetts (1954) 10 moines
- Abbaye de Jésus-Crucifié, Chiquimula, Guatémala (1959) 21 moines
- Abbaye du Prince de la Paix, Oceanside, Californie (1958) 25 moines
- Abbaye de Still River, Massachusetts (1981) 16 moines
- Monastère de l'Ascension (Idaho), Idaho (1965) 11 moines
- Monastère de Nursie, Ombrie, Italie (1998) 10 moines

L'abbaye de Corpus Christi au Texas, fondée par Subiaco (Arkansas) en 1927 et devenue abbaye en 1961, a fermé en 2002, et ses murs ont été vendus à un monastère copte.

## Statistiques
En 2007, les moines de la congrégation étaient 581, dont 7 oblats, 21 novices, 37 profès temporaires, 190 frères, 2 clercs, 322 prêtres, 2 archevêques.

## Présidents
La congrégation est dirigée par un président élu
1. Fintan Mundwiler (1881–1898)
2. Frowin Conrad (1898–1922)
3. Philip Ruggle (1922–1936)
4. Columban Thuis (1937–1957)
5. Stephen Schappler (1957–1961)
6. Gilbert Hess (1961–1965)
7. David Melancon (1965–1978)
8. Raphael DeSalvo (1978–1984)
9. Jerome Hanus (1984–1987)
10. Patrick Regan (1987–1999)
11. Peter Eberle (1999–2011)[2]
12. Vincent de Paul Bataille (2011–2023)
13. Justin Brown (depuis 2023)[3]